# アーピン A-1
アーピン A-1
- 設計者：モーリス・アーピン
- 製造者：M・B・アーピン
- 初飛行：1938年5月7日
- 生産数：1機
- 退役：1946年

アーピン A-1（Arpin A-1）は、プッシャー方式の単発低翼単葉機である。
キャビン後部の2本のブームの間に星型エンジンを後ろ向きに搭載し、通常とは異なる固定の首車輪式降着装置を備えていた。1機のみ製作。

## 開発
アーピン A-1は、木製構造材に合板外皮を貼り付けた低翼単葉機であった。尾翼は主翼中央部の後ろ桁に載ったダイヤモンド形断面の2本のブームに支えられ、ブーム下側まで少し突き出した背の高い垂直尾翼と不釣り合いな方向舵を備えていた。ブームは主翼と同じ高さにあったが、剥きだしの出力68 hp (51 kW)のブリティッシュ・サルムソン AD.9R 星型エンジンを直ぐ背後に搭載した並列複座のキャビンは主翼の上に載り、エンジンの中心線はブームと水平尾翼から十分離されていた。プッシャー配置と短い機首によりキャビンからの良好な視界を確保されていた。
当時のほとんどの航空機が尾輪式降着装置を備えていた時代にアーピンは固定の首車輪式を備えていた。これは最初から首車輪式降着装置として設計された最初のイギリスの航空機であった。1938年に3つの車輪が互いに並行を保った状態で操舵できるという非常に特異なマクラーレン（McClaren）式を取り付けられたことで横風着陸時に機体を風に正対させたままで着陸することが可能であった。前輪は自在操行のままか、あるいはパイロットによる操舵に選択可能であった。
1939年にA-1は出力90 hp (67 kW)のブラックバーン シーラス・マイナー I 倒立エンジンに換装されたことで最高速度が115 mph (185 km/h)に向上した。このエンジンを装着した型はアーピン A-1 Mk.2として知られる。

## 運用の歴史
ロンドンのロングフォードにある工場で製作された1機のみのA-1は、民間登録記号G-AFGBを着けて1938年5月7日にハンワース飛行場で初飛行を行った。1939年12月に観測機としての適性を計るためにオールドサラムにある（School of Army Cooperation）へ送られたが、量産の発注はされずにA-1は1946年に廃棄処分にされた。

## 要目（アーピン A-1）
出典: 
諸元
- 乗員: 2
- 全長: 7.06 m （23 ft 2 in）
- 全高: 2.13 m （7 ft 1 in）
- 翼幅: 9.61 m（31 ft 6 in）
- 翼面積: 15.3 m2 （165 ft2）
- 空虚重量: 336 kg （740 lb）
- 運用時重量: 573 kg （1,261 lb）
- 動力: ブリテイッシュ・サルムソン AD.9R[9] 9気筒空冷 星型エンジン、51 kW （68 hp）   × 1

性能
- 最大速度: 173 km/h  [10] 108 mph
- 巡航速度: 153 km/h  95 mph
- 上昇率: 3.0 m/s （600 ft/min）